# 보우사 파밀리아

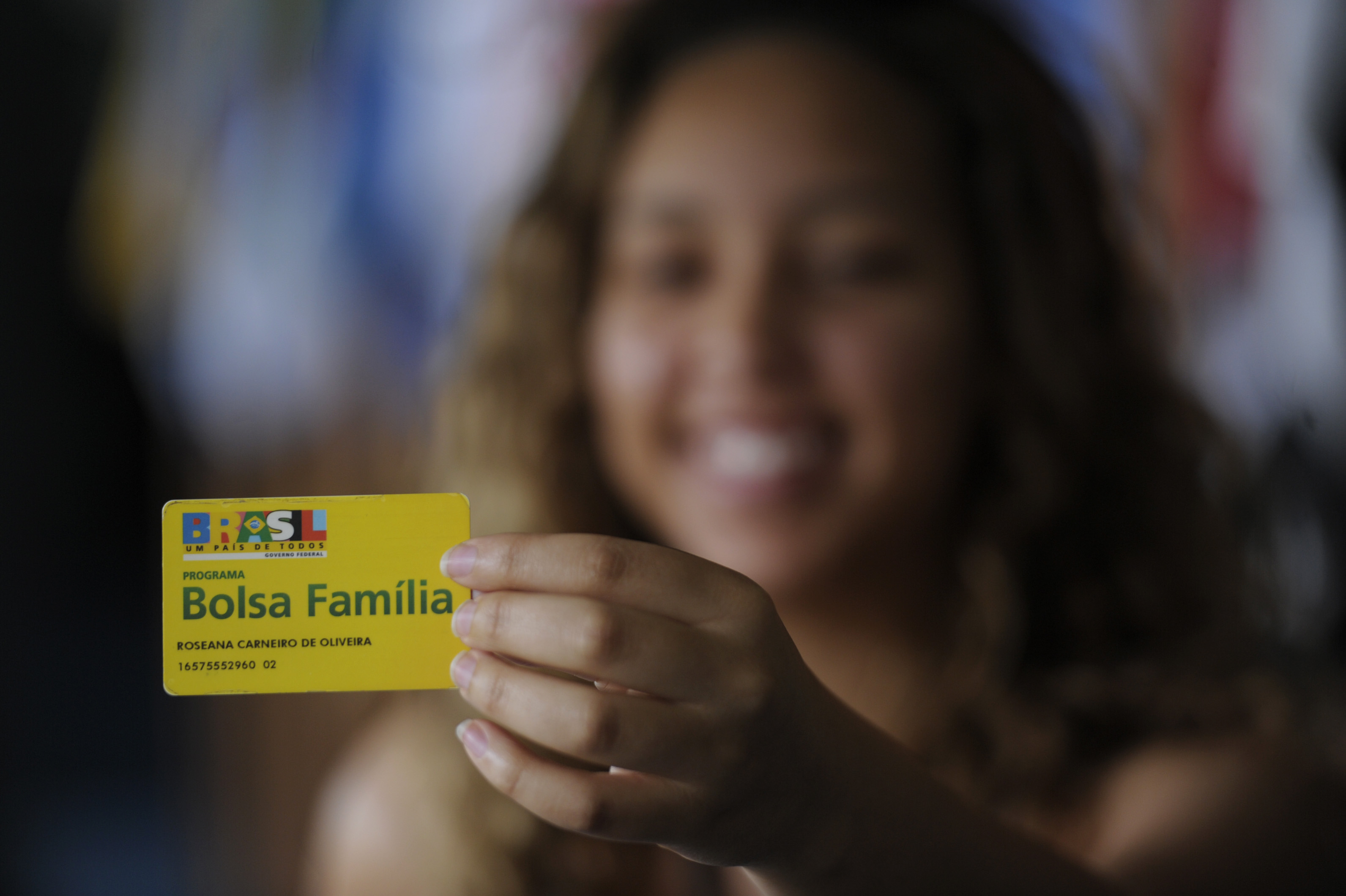

보우사 파밀리아(브라질 포르투갈어: Bolsa Família)는 빈곤층을 취학지원, 음식구입지원, 연료비 지원, 음식구입카드 입금제로써 사회권을 배려하는 브라질의 가족지원금 정책을 뜻한다. 2003년 출범한 루이스 이나시우 룰라 다 시우바 행정부에서 시작했고, 1인당 수입이 월 50 헤알 이하인 가족들에게는 월 50헤아우를 지원하고, 월 1백 헤알보다 수입이 낮은 가족은 미취학 어린이 1인당 15헤아우씩 최대 45헤알까지 지급했다. 수급자는 자녀들을 학교에 보내고 예방접종을 맞게 해야 하고, 읽고 쓰는 공부, 직업교육등을 해야 하였다. 2010년 출범한 지우마 호세프 행정부는 보우사 파밀리아 정책의 확대를 추진했다. 2020년 7월 20일 보우사 파밀리아 정책은 자이르 보우소나루 행정부에 의해 강제 중단되었으며, 2021년 12월 31일에 폐지되었다가
2023년 룰라가 다시 대통령으로 취임하고 붓활했다.

## 같이 보기
- 룰라주의
- 빈곤